# Kalijumska đubriva
Sva K-đubriva (potaša) imaju dobru rastvorljivosti u vodi. Često se, pored kalijuma, u njima nalaze i drugi hranljivi elementi, pre svih magnezijum.
Kalijumove soli najčešće se nalaze na mestima gde su ranije bila mora. Naslage tih soli taložile su se suprotno njihovoj rastvorljivosti. One su velike i nalaze se na više mesta naše planete. Od soli, najpoznatije su: silvin, kainit, karnalit, kizerit, silvinit, tvrda so. U mineralima šenitu, polihalitu i kizeritu K je u obliku sulfata.
Za dobijanje -đubriva koriste se i druge supstance, pre svih biljni proizvodi (pepeo, morske trave, džibra), stočni proizvodi (ekstrakt vune pri pranju). Naslage sirovih kalijumovih soli su izmešane drugim solima, međutim, one su dobro rastvorljive i mogu se lako izdvojiti i koristiti za đubriva. Naslage K-soli su nastale taloženjem soli iz isparenih voda mrtvih mora, obrnutim redom od njihove rastvorljivosti, tako da je obrada naslaga za dobijanje -đubriva u principu svuda ista. Soli iz prirodnih naslaga upotrebljavaju se ili direktno za đubrenje ili se prerađuju u koncentrovana -đubriva.

## Sirove (prirodne) kalijumove soli (10—15%)
Odlikuju se malim sadržajem K. Njihova primena u udaljenim mestima od reona eksploatacije je nerentabilna. Veoma su higroskopne materije, što otežava njihovu primenu, a i sadrže NaCl i Cl kao primese, što je nepovoljno za neke biljne kulture kao i na zemljište (dolazi do kvarenja strukture). Ukoliko se direktno koriste, samo se isitne i tako primenjuju. u zavisnosti od proizvodnje i finoće mlevenja sirove soli se u prometu nalaze kao:
- kainit - od primesa sadrži NaCl i , zrnasta masa, veličina zrna je ispod 3 mm.
- kainit u prahu - odlikuje se većom finoćom mlevenja, ispod 0.5 mm.
- silvinit - ima veći sadržaj kalijuma, od primesa sadrži najčešće NaCl.

## Koncentrovane kalijumove soli (30—40%)
Koncentrovana -đubriva: svrha njihove proizvodnje je uklanjanje nepovoljnih osobina prirodnih kalijumovih soli (nizak sadržaj K, visok NaCl i Cl, velika higroskopnost). Prema primenjenim postupcima i korištenom materijalu za dobijanje ovih đubriva razlikuju se 2 vrste đubriva:
- ona u kojima se  nalazi u obliku
- ona u kojima se  nalazi u obliku

Đubriva sa KCl: proizvodnja ovih đubriva zasniva se na prečišćavanju i uklanjanju primesa iz prirodnih kalijumovih soli što se postiže rastvaranjem, kristalizacijom i filtracijom rastvora. Ne upotrebljavaju se nikakva hemijska sredstva.
Kalijum-hlorid KCl (58-62% ): njegova proizvodnja se sastoji u rastvaranju sirovine u vrućoj vodi, da bi se dobio zasićen rastvor soli. Sam proces proizvodnje sastoji se u jednostavnom sitnjenju sirovine i njenom unošenju u vreli rastvor. Zatim se rastvor hladi do 20°C pri čemu dolazi do taloženja KCl, dok NaCl ostaje u rastvoru (nejednaka rastvorljivost). Sam proces proizvodnje KCl se sastoji iz: drobljenja sirovog materijala, prosejavanja, rastvaranju u vodi na 110°C, hlađenja na 20-25°C gde KCl kristališe, a NaCl ostaje u rastvoru, izdvajanja kristalnog KCl ceđenjem, centrifugiranjem i sušenjem. Sadrži oko 47% Cl, od primesa 1-3% NaCl. To je kristalna so, prljavo bele boje, dobre rastvorljivosti u vodi, malo higroskopna. Najkoncentrovanije je K-đubrivo, fiziološki kiselo zbog Cl jona. Kod nas se koristi kao komponenta pri proizvodnji složenih đubriva.
Đubriva sa : potrerba za ovim đubrivima proistekla je iz osetljivosti pojedinih kultura prema Cl koji nepovoljno utiče na kvalitet proizvoda. Najpoznatiji su kalijum-sulfat i kalijum-magnezijum-sulfat (patent kali). Proizvode se iz prirodnih naslaga K-soli koja u sebi sadrže kalijum-sulfat. S obzirom da su ovakve naslage ograničene, ova đubriva se i industrijski proizvode. Kalijum-sulfat K2SO4 (48-52% K2O): dobija se dejstvom sumporne kiseline na KCl ili pak preradom kainita kome se dodaje koncentrovan rastvor KCl:
Kalijum sulfat je kristalna so sivkasto bele boje, tvrda i gorkog ukusa, nije higroskopna. Kao đubrivo se koristi samo kod skupocenih kultura i onih koje ne podnose hlor (korenasto-krtolaste biljke, duvan, vinova loza), zbog visoke cene dobijanja. Fiziološki je kiselo đubrivo. Kod nas se ne proizvodi, uvozi se i koristi kao sirovina za dobijanje kompleksnih đubriva.
Kalijum-magnezijum-sulfat (patent kali)  Dvojno je đubrivo, jer sadrži i Mg. U Nemačkoj se proizvodi tako što se vrelom rastvoru kizerita dodaje KCl: 
Ovo je kristalna so sivo bele boje i nije higroskopna. Pogodno je za kulture koje ne podnose Cl.

## Uticaj-đubriva na osobine i plodnost zemljišta
Dobre su rastvorljivosti u vodi, obogaćujući pritom zemljišni rastvor i AK kalijumom, istiskujući Ca koji nagrađuje  (pokretljiv je i ispira se pri većoj količini padavina). Otuda, duža upotreba K-đubriva na kiselom zemljištu može izazvati pojavu Al u rastvoru (Al je teški metal, može štetno delovati na biljke). Stoga, kiselim zemljištima treba povremeno dodavati bazna đubriva ili vršiti kalcifikaciju. Sva K-đubriva su fiziološki kisela, pošto biljka uvek više koristi K od anjona. Fiziološka kiselost  je veća od KCl. Mogu se primenjivati u svako doba godine, jer se K čvrsto veže za AK. Ako je u cilju smanjenje Cl u zemljištu, onda ih treba primenjivati na jesen. Treba voditi računa i o antagonizmu K i drugih elemenata (Mg, Ca, Na i B). Pri upotrebi većih doza K-đubriva može doći do ispiranja Mg, što je slučaj u lakšim, peskovitijim zemljištima. Isti slučaj je sa Ca i Na. Veće doze K-đubriva smanjuju sadržaj B u suvoj materiji soje od 42-6 ppm. Ova činjenica je od važnosti za kulture koje zahtevaju oba elementa, što je slučaj sa šećernom repom.

## Druga-đubriva
Pored sirovih soli K i druge materije mogu poslužiti kao -đubriva. Ovo je posebno značajno za zemlje koje nemaju prirodne naslage K-soli. Od tih materijala najpoznatiji su: K-silikati, morske i jezerske slane vode, pepeo, ekstrakt pri pranju vune.
K-silikati: Muskovit, leucit i feldspat mogu poslužiti kao -đubriva. redovni su sastojci stena, te nakon njihove pripreme (sitnjenje), mogu poslužiti kao -đubriva.
Muskovit koga ima i kod nas u okolini Prokuplja, sadrži oko 12% , nerastvorljivog u vodi, te mora podleći obradi (sitnjenje ili obrada jakim kiselinama dajući pritom ). Od finoće mlevenja zavisi i pristupačnost K. Pored muskovita, postoje i ležišta leucita na Kosovu, ali te zalihe nisu od značaja jer sadrže mali % , pa dalja prerada ne bi bila ekonomična. Stoga imaju samo lokalni značaj za poljoprivredu.
Biljni pepeo - obično se ubraja u K-đubriva iako pored njega sadrži i druge elemente, P u obliku TCP, i Ca u obliku . Sastav pepela zavisi od biljne vrste i njenog staništa nastajanja (drveta - oko 10%; pšenične slame - 14%; suncokretove stabljike - 36% ). Pepeo je fiziološki bazne reakcije te daje bolje rezultate na kiselim zemljištima. Zbog jako izražene reakcije ne primenjuje se pred setvu jer može oštetiti klicu.
Ekstrakt pri pranju vune - koristi se u reonima sa razvijenim stočarstvom, gde može dobro poslužiti.

## Literatura
- Seaver, Frederick J. (1918) "Historical Sketches of Franklin County And Its Several Towns", J.B Lyons Company, Albany, NY, Section "Making Potash" pp. 27–29
- Petrascheck, Walther E. & Walter Pohl (1982). Lagerstättenlehre. 3.. Stuttgart: E. Schweizerbarth'sche Verlagsbuchhandlung. ISBN 3-510-651057.
- Geyer, Otto F.; Gwinner, Manfred P. (1986). Geologie von Baden-Württemberg. 3.. Stuttgart: E. Schweizerbarth'sche Verlagsbuchhandlung. ISBN 3-510-65126-X.
- Baumann, Ludwig; Igor Nikolskij; Wolf, Manfred (1979). Einführung in die Geologie und Erkundung von Lagerstätten. 2.. Leipzig: VEB Deutscher Verlag für Grundstoffindustrie.

## Spoljašnje veze
- They Burned The Woods and Sold the Ashes
- Henry M. Paynter, The First Patent, Invention & Technology, Fall 1990
- The First U.S. Patent Архивирано на веб-сајту  (15. април 2016), issued for a method of potash production
- World Agriculture and Fertilizer Markets Map
- Russia reaps rich harvest with potash Архивирано на веб-сајту  (6. октобар 2007)